# Obwód dyneburski
Obwód dyneburski (ros. Даугавпилсская область; łot. Daugavpils apgabals) – obwód istniejący w latach 1952–1953 w Łotewskiej SRR. Stolicą obwodu był Dyneburg. Obwód dzielił się na 20 rejonów.

## Historia
Obwód utworzono 8 kwietnia 1952 r. w wyniku reformy administracyjnej dzielącej republiki bałtyckie na obwody. Obwód rozwiązano 25 kwietnia 1953 r.

## Podział administracyjny
Obwód dzielił się na 20 rejony, 2 miasta podlegały bezpośrednio administracji obwodowej:
- Dyneburg
- Rzeżyca
- abrenski
- aknistski
- balwski
- dagdski
- dyneburski
- grzywski
- iłuksztański
- jekabpilski
- karsawski
- krasławski
- krustpilski
- liwanski
- lucyński
- malcki
- nerecki
- prejlski
- rzeżycki
- waraklanski
- wilanski
- zilupski